# Véronique Doucet
Véronique Doucet est une artiste multidisciplinaire engagée,,. Sous une signature écoféministe, le fil conducteur de sa création est fondamentalement axé sur la cohabitation entre le territoire-culture, le territoire-nature et le territoire-corps,.

## Biographie
Née à Arthabaska au Québec, ville maintenant annexée à Victoriaville, elle vit depuis à Rouyn-Noranda. Elle détient un Baccalauréat ès art (Majeur en arts plastiques, Mineur en arts et sciences) et s’est fait connaître notamment grâce au projet Aldermac : Plantation minière. Cette exposition critique a mené, dans les années 2000, à la restauration d’un site minier abandonné à proximité de Rouyn-Noranda. Ses œuvres et ses performances ont été diffusés dans les centres d’exposition, centres d’artistes et d’art contemporaines à travers le Canada, les États-Unis et la France,. Elle est également cofondatrice d'un groupe environnemental en Abitibi-Témiscamingue, le Groupe Écocitoyen (GÉCO) axé sur l’action citoyenne. En 2012, elle débute l’enseignement des arts visuels au Cégep de l’Abitibi- Témiscamingue. Elle remporte, en 2015, le prix du Conseil des arts et des Lettres du Québec (CALQ) au titre de Créatrice de l’année en Abitibi-Témiscamingue. Elle a reçu nombre de bourses de recherche et de création et elle a participé à des jurys du CALQ, tant au niveau volet régional que provincial. En 2023, elle fut finaliste pour le prix de l’artiste de l’année du CALQ, région Abitibi-Témiscamingue.
Au niveau des expériences de travail, on remarque un cheminement particulièrement atypique. Ainsi, on la retrouve de 1995 à 2004 comme reboiseuse, débroussailleure, contremaître et superviseure des paies à la Forêt de demain à Lebel-sur-Quévillon, Rouyn-Noranda et Amos. S'ensuit en 2005 et 2006, un poste de coordonnatrice de l'Écart, lieu d'art actuel à Rouyn-Noranda, ensuite chroniqueure en environnement à TVC9 en 2007 et 2008. En 2013, elle est directrice artistique à la Ville de Rouyn-Noranda pour le projet question d'espace et s'implique dans le GÉCO. Finalement, elle devient enseignante en arts visuels au Cégep de l'Abitibi-Témiscamingue en 2012.
En 2023, le MA (Musée d'art) de Rouyn-Noranda lui a consacré une rétrospective soulignant 25 ans de création artistique,,.

## Expositions solo
- 2023: Femme au front, rétrospective, MA (Musée d’art) de Rouyn-Noranda[13],[16],[17],[18],[19]

- 2023: La forêt dans mon ADN, Centre d’exposition d’Amos[13],[20].

- 2022: Autopsie d’une autoroute, Centre d’exposition de Mont-Laurier[21],[22],[23].

- 2020: Autopsie d’une autoroute, Galerie Le Rift, Ville-Marie

- 2019: Autopsie d’une autoroute, Centre d’arts visuels de l’Alberta, Edmonton, Galerie d’art contemporain Rock Lamothe, Rouyn-Noranda[24],[25],[26].

- 2019: Ralentir le temps, Galerie du Centre culturel franco-manitobain, Saint-Boniface[27], Centre d’art Rotary, La Sarre

- 2018: Ralentir le temps, Centre Elgar (Maison de la culture de Verdun), Montréal[28].

- 2017: Ralentir le temps, Galerie d’art contemporain Rock Lamothe, Rouyn-Noranda

- 2016: Tableaux noirs, Galerie Le Rift, Ville-Marie[29],[30],[23].

- 2012: Requiem humaniterre, Centre d’exposition de Rouyn-Noranda, Centre d’exposition d’Amos.

- 2012: Play, L’Écart, Rouyn-Noranda[31],[32].
- 2011: Gratter le vernis humain, Cabaret de la dernière chance, Rouyn-Noranda

- 2009: Habitat chlorophylle, Centre d’art Rotary, La Sarre, Centre d’exposition de Val-d’Or[33].

- 2005 à 2009: Aldermac : Plantation minière, Galerie du Nouvel-Ontario, Sudbury, Maison de la culture Côte-des-Neiges, Montréal, Centre d’exposition Raymond-Lasnier, Trois-Rivières, Centre d’exposition de Mont-Laurier, Échofête, Trois-Pistoles, Salle Augustin-Chénier, Ville-Marie, L’Écart, Rouyn-Noranda[34],[35],[36].
- 2006: Végétation Kamikaze, Cabaret de la dernière chance, Rouyn-Noranda

- 2002: Je me suis faite plus petite, Saloon des abonnés, L’Écart, Rouyn-Noranda.
- 2001: Libre dans un corps de femme, Cabaret de la dernière chance, Rouyn-Noranda.

## Expositions collectives
- 2024: Appartenir, Galerie Le Rift, Ville-Marie, commissaire : Émilie B. Côté[37].
- 2023: Exposition des finissantes du Microprogramme de 2e cycle en pratiques contemporaines de l’UQAT, L'Écart, Rouyn-Noranda
- 2021-22: Fonds municipal d’art contemporain, Musée d’art de Rouyn-Noranda
- 2021: Prunelle, exposition virtuelle organisée par Gallea et Ciné-vert
- 2021: The Bloom, exposition virtuelle, Lotus art gallery, Edmonton
- 2018-19: Exposition collective, Amsterdam Whitney Gallery, Chelsea, New York[38].
- 2018: Arthouse NYC, exposition numérique, New York.
- 2018: Artbox.Projects, New York
- 2018: Aki Odehi | Cicatrices de la Terre-Mère, Centre d’exposition de Val-d’Or, commissaire : Sonia Robertson[39],[40],[41],[42].
- 2015: 5ième édition de Orange, Les viscéraux – Une esthétique de l’appétence, commissaire : Céline Mayrand, Expression, Triennale d’art actuel, Centre d’exposition de Saint−Hyacinthe[43].
- 2015: Eh bien, dis donc!, Centre d’exposition de Rouyn-Noranda, commissaires : Gaétane Godbout et Carole Héroux
- 2014: Dans la mire, Centre d’exposition d’Amos
- 2013: Vert+Création, Centre d’exposition de Val-d’Or
- 2013: Il était une fois 40 ans, Centre d’exposition de Rouyn-Noranda
- 2012: Langage réorienté, Galerie d’art L’espace contemporain, Montréal
- 2010: Exposition d’art miniature, Musée d'art contemporain latino-américain de La Plata, Argentine
- 2010: Excès et désinvolture, Maison de la culture Marie-Uguay, Montréal, commissaire : Rock Lamothe
- 2009: Les 5 plaisirs capiteux, Centre d’exposition d’Amos, commissaire : Rock Lamothe,
- 2008-2010: Biennale internationale d'art miniature (BIAM) de Ville-Marie
- 2008: Fragments/Accumulation/Débordements, Centre d’exposition de Rouyn-Noranda
- 2007: Espaces, Centre d’exposition de Val-d’Or
- 2007-2008: Festival du Recycl’Art de Montpellier, Canada.
- 2005: Mines de rien, Trafic inter/nationale d’art actuel, L‘Écart et Centre d’exposition de Rouyn-Noranda, commissaires : Nathalie de Blois et Mathieu Beauséjour[44].
- 2004:  Lapidem, Salle Augustin-Chénier, Ville-Marie, Centre culturel La Mine, Kirkland Lake
- 1997-1998: Images de femmes, Femmes artistes du Mile End, Montréal.

## Foires d’art contemporain, performances, médiation culturelle, etc.
- 2023: Œuvres gardiennes du territoire, Mères au front, médiation culturelle à Pikogan
- 2021: Mink festival, fête du vison[45].
- 2018: Art Shopping Paris, Carrousel du Louvre, Paris
- 2018: Art Market San Francisco, Californie, USA
- 2018: Foire Artexpo, Pier 94, New-York, USA
- 2018: La marche (est haute), commissaire : Eric Mattson
- 2017: Mon voisin est misogyne, performance Annual Contemporary fundraising, Kirkland Lake, Ontario.
- 2016: Soirée de performances, Atelier Silex, Trois-Rivières
- 2014: Vrai ou faux, performance solo, 7e Biennale d’art performatif de Rouyn-Noranda[46].
- 2012: Quiet cocoon, 6e Biennale d’art performatif de Rouyn-Noranda, en duo avec Andréane Boulanger[47].
- 2012: Performance pour les Journées de la Culture de Rouyn-Noranda, en duo avec Andréane Boulanger[48].
- 2012: L'Éclaircie, en collaboration avec Annie Boulanger et Jacques Baril, International sculpture Challenge Whitehorse, Yukon
- 2011: La grande évasion III, avec Liliane Gagnon, Annie Boulanger et Jacques Baril, Symposium international de sculptures sur neige, Winnipeg.
- 2010: Microplumes revisité, performance solo, 5e Biennale d’art performatif de Rouyn-Noranda
- 2010: Microplumes, Arte Tracto, Rimouski[49].
- 2009: Et/ou poulet, performance solo, soirée abitibienne, Le Lieu, Québec[50].
- 2009: Porte-Parole des Journées de la Culture, Rouyn-Noranda
- 2008: Écocitoyennté, Conscience et environnement, conférence-performance au Forum Jeunesse Québécois.
- 2006: Arsenic, non merci!, Performance solo, 3e Biennale d’art performatif de Rouyn-Noranda
- 2006: Aldermac : Plantation minière, 3e édition du Festival de films de Portneuf pour l’environnement
- 2006: Sculpture urbaine, Centre d’exposition de Rouyn-Noranda
- 2005: Mines de rien, performance en duo avec Valéry Hamelin, Trafic Inter/nationale d’art actuel en Abitibi-Témiscamingue
- 2002:  Le 10e : Pour en finir avec la fête, L’Écart, Rouyn-Noranda.

## Résidences d'artiste
- 2018: Le 25e de L’Écart-25 ans c’est trippant!, en duo avec Jacques Baril
- 2017: Territoire cosmétique à (re)coudre, volet résidence et performance, Centre d’exposition de Val-d’Or
- 2015: Créations-sur-le-champ, Land art Mont Saint-Hilaire, 9e édition, collectif (avec Andréane Boulanger)[51].
- 2012: FAAS 3, Foire d’art alternatif de Sudbury, en duo avec Andréane Boulanger
- 2010: L’humain et la matière, Centre d’exposition de Rouyn-Noranda, commissaire Sébastien Ouellette
- 2008: Tout un monde/Stratégies d’existence, Centre d’artistes Vaste et Vague, Carleton, commissaire Sylvie Tourangeau
- 2006: Sculpture urbaine, Centre d’exposition de Rouyn-Noranda
- 2003: 11e Biennale d’art contemporain jaune de Rouyn-Noranda, L’Écart, en collectif avec Annie Perron et Ariane Ouellet
- 2002: Que le Queen conte, Hôtel Queen, Centre d’exposition d’Amos.

## Publications
- Femme au front, Véronique Doucet, textes de Hélène Bacquet, Sylvie Tourangeau, Maia Morel et Jean- Jacques Lachapelle, co-édité par le MA (musée d’art) de Rouyn-Noranda  (ISBN 978-2-980649-65-3) et le Centre SAGAMIE,  (ISBN 978-2-923612-39-3), 2023, 98 pages[52].
- Publications de plusieurs œuvres comme artiste invitée dans la revue Relations, 2011[53],[54].

## Prix, bourses et mentions
- 2023: Finaliste pour le Prix du CALQ – Créatrice de l’année pour l’Abitibi-Témiscamingue
- 2023: Bourse du CALQ, Création (Plafond de verre)
- 2019: Bourse du CALQ, Aide aux déplacements professionnels des artistes (Autopsie d’une autoroute)
- 2018: Bourse du CALQ (volet régional), Recherche et création (Autopsie d’une autoroute)
- 2015: Prix du CALQ, Créatrice de l’année pour l’Abitibi-Témiscamingue[55],[56].
- 2013: Prix Essor Éducation artistique, gagnant national pour une murale extérieure réalisée avec 350 élèves de secondaire 1 et 2[57],[58].
- 2010: Bourse du CALQ et de la CRÉ, Recherche et création (Requiem humaniterre)[59].
- 2009: Prix Artiste professionnel, bourse Desjardins[60].
- 2007-08: Bourse du CALQ, Recherche et création (La dénature des choses)
- 2007: Prix du Jury pour l’œuvre intérieure du 4e Festival du Recycl’Art de Montpellier (Québec).
- 2004-05: Bourse du CALQ, Recherche et création (Aldermac : Plantation minière)
- 1998:  Prix de l’Université de Montréal au 9e Événement interuniversitaire de création vidéo Montréal.

## Collections
- 2017-2019:  Fondation du Cégep de l’Abitibi-Témiscamingue[61].
- 2007-2013:  Fondation du Ma Musée d’art de Rouyn-Noranda
- 2006-2011:  Fonds municipal d’art contemporain de la Ville de Rouyn-Noranda[62],[63].
- 2008:  Collection Loto-Québec